# Административна подјела Аустрије
Административне подјеле Аустрије:
- Катарстарске општина
- Окрузи Аустрије
- Државе Аустрије
- НСТЈ статистичке регије Аустрије
- ISO 3166-2:AT
- Седам телефонских области: погледати Телефонски бројеви у Аустрији